# Podhorské
Podhorské je přírodní památka v oblasti Slovenský ráj.
Nachází se v katastrálním území obce Spišský Hrhov v okrese Levoča v Prešovském kraji. Území bylo vyhlášeno či novelizováno v roce 1990 na rozloze 0,4585 ha. Ochranné pásmo nebylo stanoveno.